# Euochin mii
Euochin mii (лат.) — вид пауков-скакунов рода Euochin. Распространены в Китае (Юньнань, Xishuangbanna, Mengla County, Menglun Town, Xishuangbanna National Nature Reserve). Назван в честь профессора Xiaoqi Mi.

## Описание
Паук мелкого размера, длина тела составляет около 3 мм. Длина карапакса самца 2,87 мм, ширина 1,64 мм. Длина брюшка самца 1,28 м, ширина 0,94 мм (у самки 1,67 и 1,28 мм). Стернум темно-коричневый, сердцевидный. Ноги темно-коричневые, кроме средней 1/2 метатарзуса и лапки светлые или бледно-желтые. Брюшко субовальное, дорзум рыжый, точечный, с субтрапециевидным жёлтым пятном по переднему краю, парой поперечных желтых полос посередине, двумя крупными неправильными светлыми отметинами сзади; вентер темно-коричневый, с четырьмя пунктирными линиями. Euochin mii напоминает Euochin subwanyan из Китая наличием сужающегося эмболуса, прямого ретролатерального апофиза голени и парных атрий аналогичного размера, но отличается следующим: 1) эмболус, образующий диск в основании, по сравнению с нечетким у E. subwanyan, 2) копулятивные протоки представляют примерно 1/7 диаметра семяприемника и изогнуты переднемедиально по сравнению с примерно 1/4 диаметра семяприемника и полностью закручены у E. subwanyan. Самка также очень похожа на Euochin luzonica Logunov, 2020 из Филиппин наличием тонких копулятивных протоков и большими сферическими семяприемниками, но его легко отличить по расстоянию между атриями и эпигастральной бороздой, которое составляет около 2/5 диаметра семяприемника, но менее 1/10 диаметра у E. luzonica.

## Систематика и этимология
Вид был впервые описан в 2022 году китайскими арахнологами Cheng Wang (Tongren University, Tongren, Китай) и Shuqiang Li (Institute of Zoology, Chinese Academy of sciences, Пекин) и выделен в род Euochin из трибы Euophryini (Salticinae). Назван в честь профессора Xiaoqi Mi, за помощь в работе.